# Stevan Jelovac
Stevan Jelovac (Novi Sad, 8 de juliol de 1989 - Belgrad, 5 de desembre de 2021) fou un jugador de basquetbol serbi. Feia 2,08 metres d'alçada, i jugava en la posició de pivot.

## Carrera esportiva
Es va formar en les categories inferiors del KK Partizan, però va començar la carrera professional en el KK Mega Vizura, aconseguint unes mitjanes de 14,4 punts i 6,1 rebots. Va atraure l'atenció de l'Estrela Roja de Belgrad, on no va poder continuar la seua progressió i no va disposar de tots els minuts que esperava en la temporada 2010-11. En la temporada següent va tornar al KK Mega Vizura, i després d'una altra bona campanya es va marxar al Antalya turc. D'allà es va traslladar al Juvecaserta Basket italià. En la temporada 2013-14 juga en el Lietuvos Rytas, fent una mitjana de en la lliga lituana 8,5 punts i 3,1 rebots i en la VTB League 8,4 punts i 3,9 rebots.
El 4 de juliol de 2014, Jelovac va signar un contracte d'un any amb el CAI Zaragoza, contracte que allargaria un any més. El juliol de 2016, es va unir als Dallas Mavericks per a la Lliga d'estiu de l'NBA 2016. Tanmateix, el 27 de juliol de 2016 va tornar a fitxar amb el Saragossa per a la temporada 2016-17, fent un total de tres temporades.
El 13 de juliol de 2017, Jelovac va signar amb el club rus Nizhny Novgorod per a la temporada 2017-18. El 8 de juliol de 2018, Jelovac va signar amb el club alemany Brose Bamberg. El 8 de febrer de 2019, Jelovac va signar amb el club turc Gaziantep Basketbol. El 8 de juny de 2020, va signar amb San-en NeoPhoenix de la B.League japonesa.
El 23 d'agost de 2021, Jelovac va signar amb l'AEK Atenes de la Lliga grega de bàsquet i la Basketball Champions League.

## Defunció
El 14 de novembre de 2021, durant un entrenament, va sofrir un vessament cerebral. Va morir tres setmanes després, el 5 de desembre a Belgrad.